# Marie-Louise Sarre
Marie-Louise Sarre, surnommée Puppi, (née le 13 novembre 1903 à Neubabelsberg et morte en 1999 à Ascona, Suisse) est une sculptrice allemande et la secrétaire du Cercle Solf, groupe allemand de résistance contre le nazisme. 

## Biographie
Marie-Louise Sarre est la fille de Friedrich Sarre, historien d'art et directeur de musée, et de sa femme Maria, née Humann, la fille de l'archéologue Carl Humann. Elle a grandi dans la villa parentale cossue de Neubabelsberg, à Potsdam. Par l'intermédiaire de son père Friedrich, membre du SeSiSo-Club fondé par Wilhelm Solf à Berlin, Marie-Louise se lie d'amitié avec Lagi Solf. Elle développe très tôt une passion pour la sculpture, et réalise très tôt un buste en bronze du philologue Werner Jaeger.
Sous le troisième Reich, Marie-Louise Sarre est secrétaire au bureau du Groupe d'armées Centre. 
Elle prend part au complot contre Hitler comme « courrier discret », selon ses propres termes, entre les membres de la Résistance. Elle se rapproche de l'avocat Carl Langehn et ils sont tous deux arrêtés à l'automne 1943, peu après le voyage de celui-ci en Suisse, où il avait pris contact avec Allen Dulles et l'OSS. Ils sont interrogés à la préfecture de police de l'Alexanderplatz. Marie-Louise Sarre connaissait les plans de Johannes Popitz et Carl Langbehn, qui souhaitaient impliquer Heinrich Himmler dans la conspiration. Langbehn est exécuté en octobre 1944, Puppi Sarre est elle en « détention préventive » dans le camp de concentration de Ravensbrück, où elle tente d'adoucir avec courage et compassion le quotidien des autres détenus. Sa cellule est au-dessus de celle d'Isa Vermehren, à droite de celle d'Helmuth James von Moltke, à gauche de celle d'Albrecht Theodor Andreas von Bernstorff. Elle retrouve à Ravensbrück Hanna Solf, Lagi Solf, Irmgard Zarden. Rudolf Pechel dit plus tard à propos de Marie-Louise Sarre : « Elle était l'ange blond de Ravensbrück, notre Elsa Brändström ».
En janvier 1944, l'actrice Käthe Dorsch demande à Hanns Johst, le président de la Chambre de la littérature du Reich, d'intercéder auprès de Heinrich Himmler pour obtenir la libération de Puppi Sarre. Dorsch, émue de la relation amoureuse entre Marie-Louise et Carl Langbehn, mobilise ses contacts. Hanns Johst lui répond quatre semaines plus tard : « Mon cher Käthchen ! J'ai présenté au Reichsführer votre bonne lettre, avec la prière d'intervenir pour la famille Sarre. Il déplore de ne rien pouvoir entreprendre dans cette affaire. Voilà tout. » En avril 1945, Puppi Sarre est transférée pour raisons de santé dans un hôpital militaire SS, d'où elle parvient à s'enfuir pour rejoindre ses parents à Neubabelsberg, le 20 avril.
Marie-Louise Sarre rencontre Allen Welsh Dulles à Francfort mi-août 1945, et lui fait un compte-rendu complet des activités du Cercle Solf. Sa mère et elle se rendent en Suisse deux semaines plus tard, où elles trouvent soutien familial et une nouvelle patrie à Ascona, au Monte Verità.